# Torre dei Mannelli
La torre dei Mannelli è un edificio storico del centro di Firenze, situato in cima al Ponte Vecchio, con accesso da piazzetta Salvatore e Wanda Ferragamo (già via de' Bardi 84r).
Questa torre è l'unica superstite dei quattro "capi di ponte", cioè le torri che controllavano un ponte ai quattro angoli.
La torre appare nell'elenco redatto nel 1901 dalla Direzione Generale delle Antichità e Belle Arti, quale edificio monumentale da considerare patrimonio artistico nazionale.

## Storia
I Mannelli facevano risalire le loro origini addirittura alla famiglia romana dei Manlii, ed erano di credo ghibellino, imparentati con i burrascosi Uberti. Dopo la definitiva sconfitta del loro partito con la battaglia di Benevento (1266) subirono l'esilio, ma rientrarono presto cambiando il nome (in Pontigiani, per la torre sul "ponte", o Piazzigiani, perché questo quartiere era chiamato "Piazza"), mutando la fede politica e giurando fedeltà alla Parte Guelfa.
La torre è citata come "nova" per la prima volta in un documento del 16 agosto 1249. 
È famosa per il contenzioso tra la famiglia e Cosimo I, quando venne deliberata la costruzione del Corridoio vasariano (1564-1565), che avrebbe previsto l'abbattimento della torre o comunque il suo drastico ridimensionamento. La famiglia riuscì a opporsi fermamente e Giorgio Vasari dovette modificare il suo progetto facendo passare il corridoio attorno alla torre, attraverso un sistema di beccatelli in pietra serena,  che ancora oggi rappresentano uno gli elementi più caratteristici di questo scorcio di Firenze.
Fu anche il quartier generale dei partigiani fiorentini a cui apparteneva Edoardo Fallaci, il padre della scrittrice Oriana Fallaci,  la quale, già prossima alla morte, la desiderò come ultima dimora (senza poi però riuscire effettivamente a tornarci).
La torre venne danneggiata durante la seconda guerra mondiale dall'esplosione delle mine poste dall'esercito tedesco in ritirata (agosto 1944), ma non in maniera irreparabile, e fu restaurata dall'architetto Nello Baroni su incarico della Soprintendenza ai Monumenti (1944-46). Andò invece perduto il palazzetto Mannelli che vi era affiancato, lungo l'imbocco di via de' Bardi.

## Descrizione

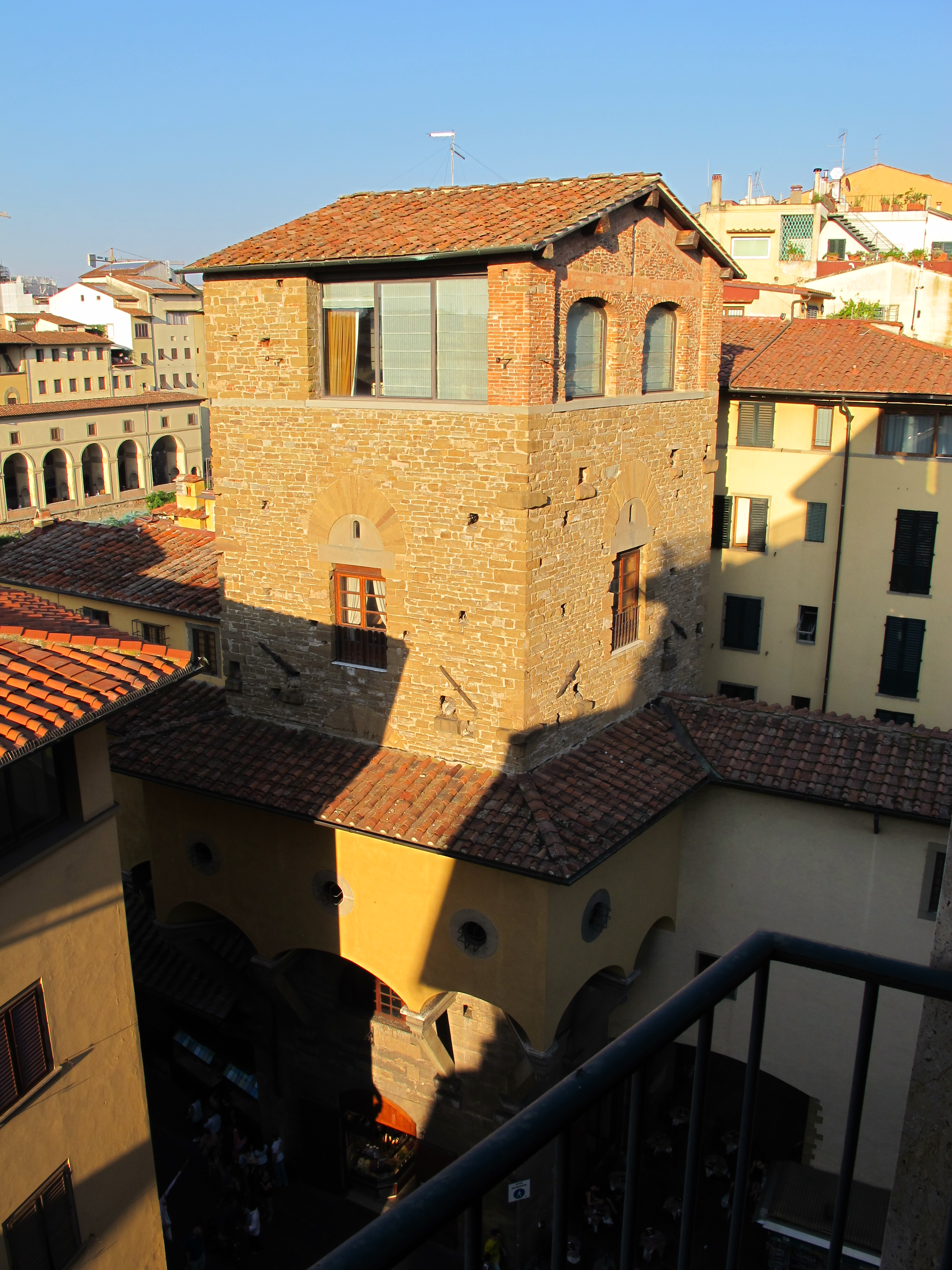
La torre vista dalla vicina torre dei Rossi Cerchi

Fasciata la torre dai beccatelli del corridoio vasariano, l'unico lato rimasto libero è quello interno, opposto alla faccia sul ponte, e che oggi guarda a un piccolo slargo dove si apre il portone dell'edificio. Qui in realtà si sviluppava in aderenza il palazzo dei Mannelli, che a suo tempo aveva incorporato una loggia già dei Canigiani e che non doveva presentare all'esterno elementi di particolare rilievo, visto che lo stesso Federico Fantozzi lo cita unicamente in relazione al fatto di essere stato dimora di Francesco Mannelli, "amico di Boccaccio e celebre trascrittore del Decameron". 
Oggi la torre presenta ancora il caratteristico rivestimento in filaretto di pietra a vista, punteggiato da alcune buche pontaie. Vi si aprono alcune finestre di diverse forme, alcune quadrangolari, altre sormontate da archi. All'ultimo piano si apre una sala panoramica di realizzazione più recente.
All'ultimo piano è un grande ambiente che è stato oggetto recentemente di vari interventi di sistemazione. Sul lato che guarda il ponte è, prossima alla cantonata, un'ormai consunta cartella in pietra serena, testimonianza di una buca per le 'limosine' seicentesca, a favore "de' poveri di S. Gio. Batista in Bonifazio" (così nella trascrizione a suo tempo fatta da Francesco Bigazzi).

## Bibliografia

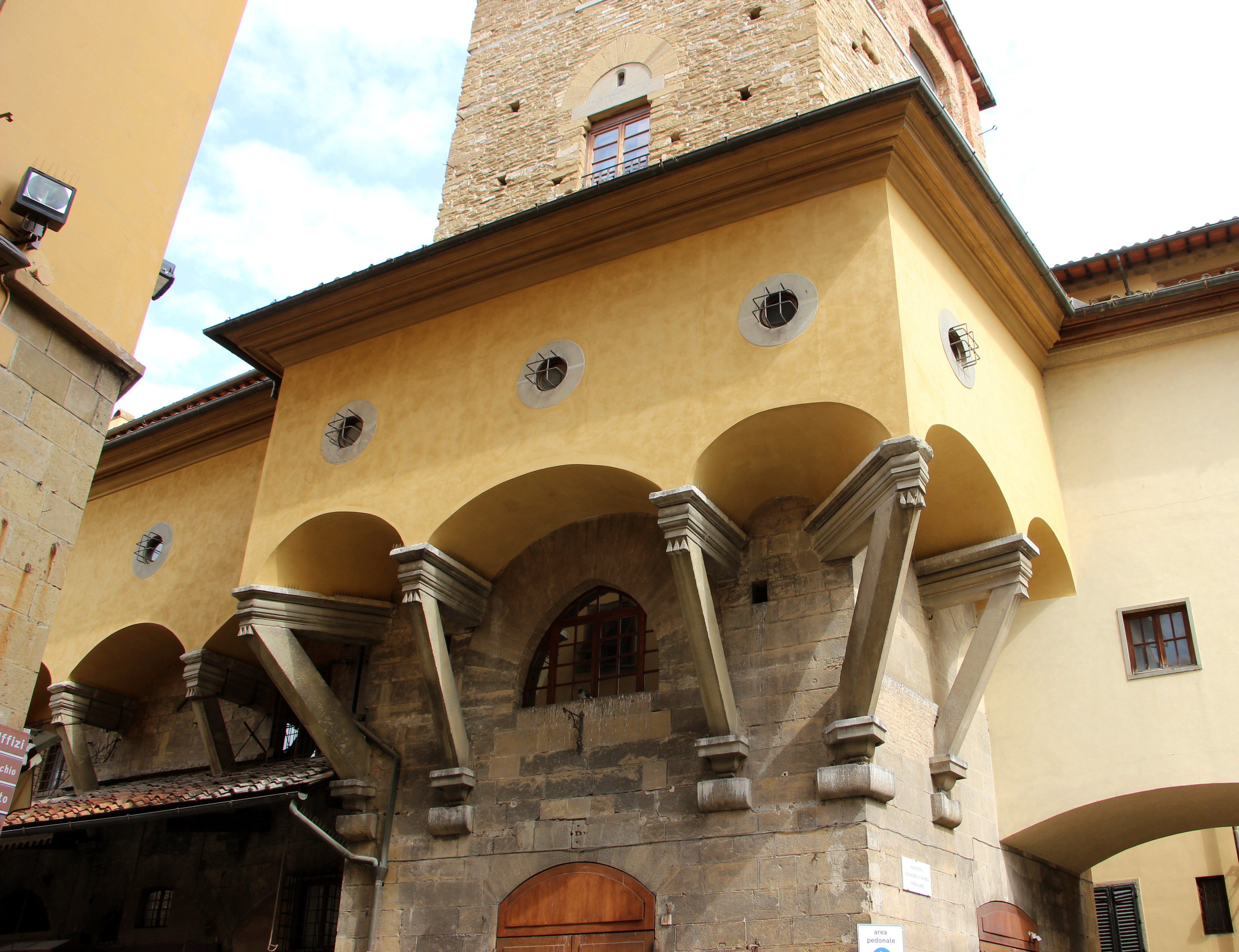
Il passaggio coi beccatelli sulla torre

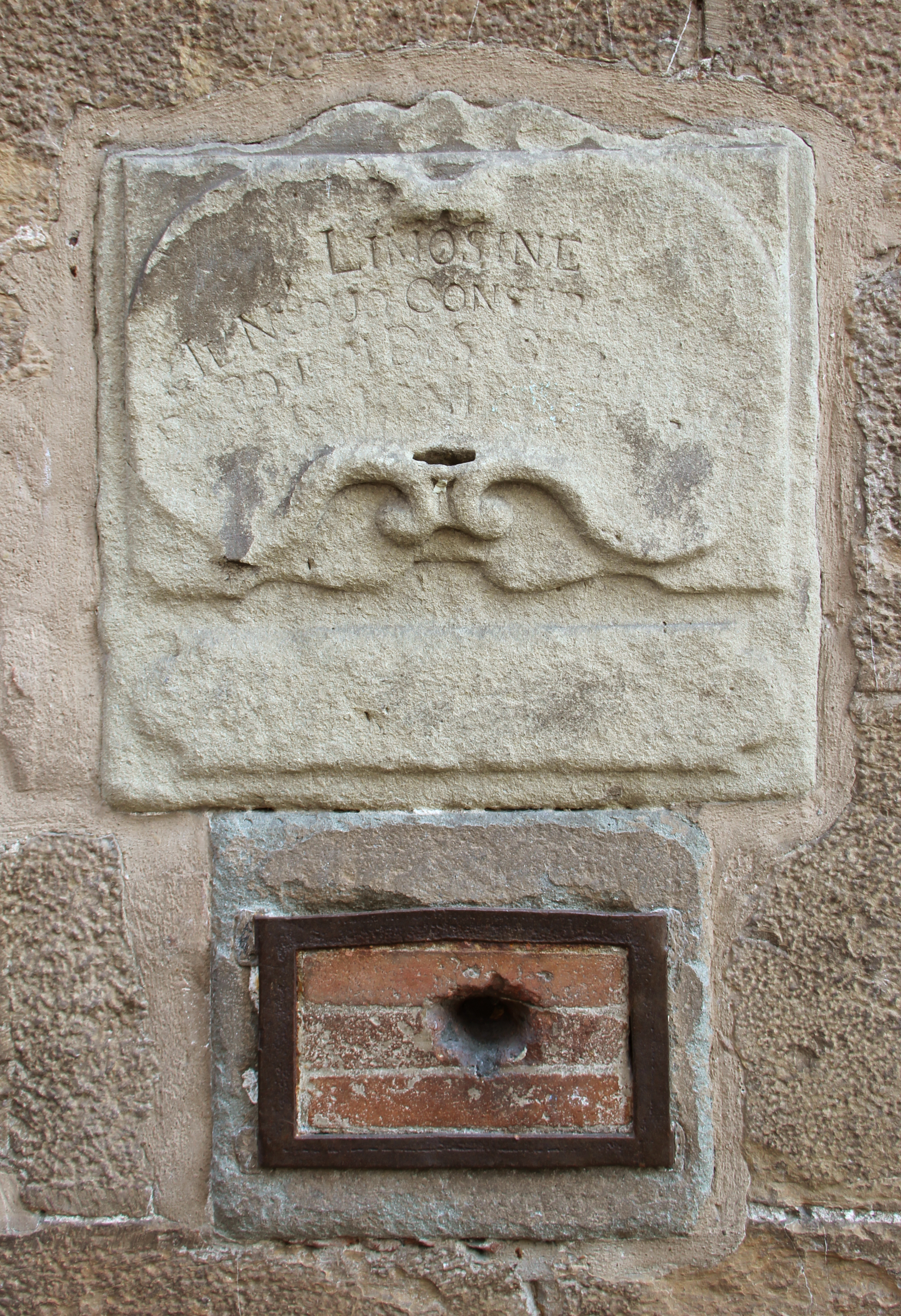
Antica buca delle elemosine per l'ospedale Bonifacio